# Антанасијевић
Антанасијевић је српско презиме, настало од мушког имена Антанас, варијанте имена Антоније. Може се односити на следеће особе:
- Ирина Антанасијевић (1965), руски филолог
- Ненад Антанасијевић (1960), српски мултимедијални уметник